# De Fryske Marren
De Fryske Marren (De Friese Meren en neerlandès) és un municipi de la província de Frísia, al nord dels Països Baixos, creat l'1 de gener de 2014. El 31 de març de 2015, tenia 51.254 habitants repartits per una superfície de 559,93 km² (dels quals 198,1 km² corresponen a aigua).
Aquest nou municipi està conformat per la fusió dels antics municipis de Gaasterlân-Sleat, Lemsterland i Skarsterlân.